# Twerking

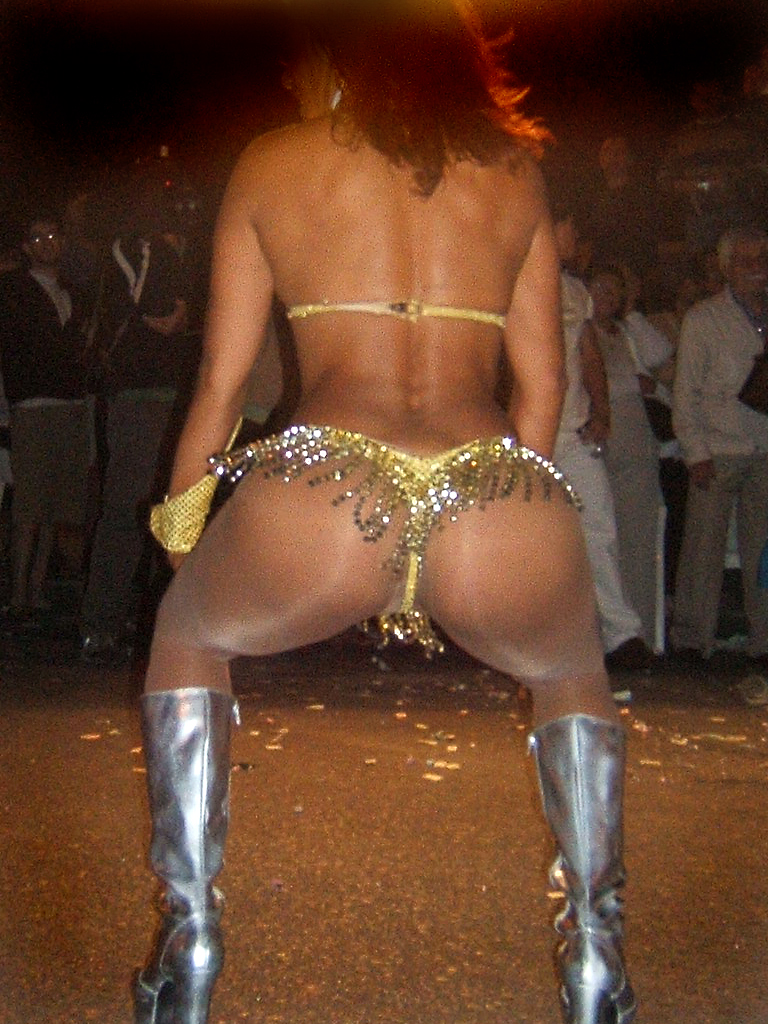
Ballerina che twerka

Twerking (/ˈtwɜrkɪŋ/) è una parola inglese usata per indicare un tipo di ballo in cui il ballerino o la ballerina scuote i fianchi su e giù velocemente sul proprio asse verticale, creando così un tremolio sulle natiche.

## Descrizione
Secondo il sito Lexico.com, basato sulla versione web del Dizionario Oxford (Oxford Dictionary Online), la parola inglese "twerk" (anche "twirk") significa: "ballare una musica famosa in un modo sessualmente provocante che coinvolge i movimenti di spinta dell'anca in una posizione accovacciata." 

La parola è di origine incerta.

## Storia
Il twerk ebbe eco nazionale negli Stati Uniti per la prima volta nel 2000 grazie al duo hip hop di Atlanta Ying Yang Twins quando pubblicarono il singolo Whistle While You Twurk.
Nel 2013 il termine twerk fu aggiunto al dizionario Oxford Dictionary Online. Il dizionario riportò che la parola ormai circolava da 20 anni, ma la motivazione decisiva affinché venisse inclusa nel dizionario si ebbe quando la popstar statunitense Miley Cyrus eseguì un controverso ballo twerking agli MTV Video Music Awards il 25 agosto 2013. Anche altre star hanno eseguito diversi balli twerking come le pop star statunitensi Ashley Tisdale, Vanessa Hudgens, Nicki Minaj e Rihanna.